# Catedrala Sfântul Egidiu din Edinburgh
Catedrala Sfântul Egidiu (în engleză St Giles’ Cathedral) este un monument istoric și de arhitectură din Edinburgh. În secolul al XVI-lea, în urma învățăturii lui John Knox și a rupturii cu Roma, edificiul a devenit catedrală a Bisericii Naționale Scoțiene.